# ریزموش جولیا کریک
ریزموش جولیا کریک (نام علمی: Sminthopsis douglasi) نام یک گونه از سرده ریزموش‌ها است.